# Pobiedziska
Pobiedziska (germană Pudewitz) este un oraș în Polonia.